# Второе восстание корнцев 1497 года
Второе восстание корнцев 1497 года (англ. Second Cornish Uprising of 1497) — народное восстание корнцев, произошедшее в сентябре в Корнуолле через несколько месяцев после первой волны мятежей.

## Предыстория
Перкин Уорбек, самозванец и незаконный претендент на английский престол во времена правления короля Генриха VII, утверждал, что он является Ричардом Шрусбери, герцогом Йоркским, младшим сыном короля Эдуарда IV, одним из так называемых «принцев в Тауэре». Он стал серьёзной угрозой для недавно (на тот момент) воцарившейся династии Тюдоров и даже сумел получить поддержку за пределами Англии.

## История
В 1497 году в Корнуолле вспыхнуло народное восстание корнцев, недовольных повышением налогов. Летом того же года первое восстание было жестоко подавлено, но нестабильная обстановка в Англии и в самом Корнуолле вдохновила Перкина Уорбека воспользоваться ситуацией в своих целях. 
Жителям Корнуолла Уорбек пообещал отменить установленные грабительские налоги. Понёсшая тяжёлые потери корнуолльская знать тепло встретила Уорбека, в городе Бодмин он был провозглашён королём Ричардом IV. Корнцы под знамёнами новоявленного «короля» собрали шеститысячную армию и двинулись на Эксетер, прежде чем отправиться в Тонтон.
Генрих VII направил лорда Добене, ранее уже участвовавшего в подавлении первого восстания, атаковать вновь собранную армию. Уорбек, узнав о шпионах короля и предположив, что Генриху всё известно о его планах, запаниковал и покинул армию восставших. В результате Уорбек был захвачен королевскими войсками в аббатстве Бюльи и заключён в тюрьму в Тонтоне. Затем его перевезли в Лондон, где провели на лошади под насмешки горожан. 4 октября армия короля заставила сдаться армию восставших: зачинщики были казнены, остальные подверглись огромному по тем временам штрафу в 15 тыс. фунтов. 23 ноября 1499 года «короля Ричарда» из Тауэра отправили в Тайберн. В Тайберне его возвели на эшафот, где он сознался в преступлении против короны и был повешен.